# Joe DePre
Joe DePre (Westbury, Nueva York, 19 de diciembre de 1947) es un exjugador de baloncesto estadounidense que disputó tres temporadas en la ABA y seis más en la EBA, además de una en la EPBL, un fallido intento de crear una liga al estilo estadounidense en Europa. Con 1,91 metros de estatura, jugaba en la posición de escolta.

## Trayectoria deportiva

### Universidad
Jugó durante tres temporadas con los Red Storm de la Universidad St. John's, en las que promedió 15,0 puntos y 5,1 rebotes por partido.

### Profesional
Fue elegido en la vigésimo novena posición del Draft de la NBA de 1970 por Phoenix Suns, y en el draft de la ABA por los New York Nets, fichando por estos últimos.
Su primera temporada fue la más destacada, turnándose con Oliver Taylor en el puesto de escolta, acabando el año con 8,8 puntos y 2,4 rebotes por partido. Al año siguiente perdió protagonismo, con la llegada de John Roche al equipo. Acabó promediando 4,2 puntos y 1,1 rebotes, disputando y perdiendo las finales ante Indiana Pacers.
Nada más empezar la temporada 1972-73 fue despedido, jugando el resto de su carrera en la EBA salvo una temporada, en la que fue a jugar a Israel a las órdenes de Herb Brown, en un fallido proyecto de liga profesional europea.

## Estadísticas de su carrera en la ABA

### Temporada regular
| Temporada | Edad | Equipo        | Liga | Pos. | P   | TIT | MIN  | TC  | TCA | %TC  | 3P  | 3PA | %3P  | 2P  | 2PA | %2P  | TL  | TLA | %TL  | R.OF. | R.DEF. | REB | ASIS | ROB | TAP | PER | FP  | PTS |
| 1970-71   | 23   | New York Nets | ABA  | SG   | 72  |     | 23.7 | 3.5 | 6.8 | .512 | 0.0 | 0.1 | .000 | 3.5 | 6.7 | .517 | 1.8 | 2.4 | .767 | 0.8   | 1.7    | 2.4 | 1.9  |     |     | 1.9 | 3.6 | 8.8 |
| 1971-72   | 24   | New York Nets | ABA  | SG   | 46  |     | 12.2 | 1.7 | 4.4 | .393 | 0.0 | 0.1 | .333 | 1.7 | 4.2 | .395 | 0.7 | 1.2 | .630 | 0.3   | 0.7    | 1.1 | 1.0  |     |     | 1.4 | 1.7 | 4.2 |
| 1972-73   | 25   | New York Nets | ABA  | SG   | 1   |     | 12.0 | 2.0 | 5.0 | .400 | 0.0 | 0.0 |      | 2.0 | 5.0 | .400 | 0.0 | 0.0 |      | 2.0   | 0.0    | 2.0 | 2.0  |     |     | 0.0 | 1.0 | 4.0 |
| Total     |      |               | ABA  |      | 119 |     | 19.2 | 2.8 | 5.8 | .477 | 0.0 | 0.1 | .200 | 2.8 | 5.7 | .481 | 1.4 | 1.9 | .735 | 0.6   | 1.3    | 1.9 | 1.6  |     |     | 1.7 | 2.9 | 7.0 |

### Playoffs
| Temporada | Edad | Equipo        | Liga | Pos. | P  | TIT | MIN  | TC  | TCA | %TC  | 3P  | 3PA | %3P  | 2P  | 2PA | %2P  | TL  | TLA | %TL  | R.OF. | R.DEF. | REB | ASIS | ROB | TAP | PER | FP  | PTS  |
| 1970-71   | 23   | New York Nets | ABA  | SG   | 6  |     | 28.5 | 4.8 | 9.2 | .527 | 0.0 | 0.2 | .000 | 4.8 | 9.0 | .537 | 2.5 | 3.2 | .789 | 1.7   | 1.3    | 3.0 | 2.2  |     |     | 2.7 | 5.3 | 12.2 |
| 1971-72   | 24   | New York Nets | ABA  | SG   | 14 |     | 5.3  | 0.4 | 1.7 | .208 | 0.1 | 0.1 | .500 | 0.3 | 1.6 | .182 | 0.3 | 0.6 | .500 |       |        | 0.6 | 0.4  |     |     | 0.4 | 0.9 | 1.1  |
| Total     |      |               | ABA  |      | 20 |     | 12.3 | 1.7 | 4.0 | .430 | 0.1 | 0.2 | .333 | 1.7 | 3.8 | .434 | 1.0 | 1.4 | .704 | 1.7   | 1.3    | 1.3 | 1.0  |     |     | 1.1 | 2.3 | 4.4  |